# 上林英代
上林 英代（かみばやし ひでよ、5月28日 - ）は、日本の元タレント、元モデル、元お天気キャスター。 松浦およよ（まつうら およよ）の芸名でものまねタレントとしても活動していた。
北海道出身。元アヴィラ所属。愛称は「ひーひゃん」。札幌大学経営学部卒業。

## 来歴
- 2008年に北海道から上京。ワタナベエンターテインメントカレッジに通う傍ら、同年6月より極楽湯の初代イメージガールを1年間務めた[2]。
- 2008年12月より柴小聖、鈴木静那と共にふかわりょう（ROCKETMAN）プロデュースのアイドルユニット『COSMETICS』の第1期メンバーとして1年間活動。
- 2010年1月よりアヴィラに所属。
- 2011年より「松浦およよ」の芸名で、松浦亜弥等のものまねタレントとしても活動[3]。
- 2013年1月、ミス東スポ2013グランプリに選ばれる。
- 2014年4月から、千葉テレビ「シャキット！」でお天気キャスターを1年間務める。
- 2015年9月中旬以降、病気療養のため芸能活動を休止[4]。
- 2016年10月、自身のブログ内で病気療養中に婚約していたことを発表。それに合わせて事務所を退社し、芸能活動を引退したことを報告した[5]。松浦亜弥のものまねの衣裳は後輩の嶋村瞳（松浦ほよよ）に引き継がれた。
- 2022年9月、居酒屋「夢の郷」2022秋物語　いつかまた逢える にて芸能活動復帰

## 人物
- 趣味：温泉めぐり
- 特技：チアリーディング (大学時代4年間チアリーディング部に所属していた。ポジションはトップ、ミドル。)
- 好きな食物：しゃぶしゃぶ、焼肉、お寿司
- 13歳上の姉がいる[6]。

## 出演

### テレビ番組
- 「What's New?+Cute」（札幌テレビ 2007年1月 - 2008年3月）
- 「矢部美穂のサッポロ・コネクション」(2007年9月5日 - )「スカイパーフェクTV!」 ch275EXエンタテイメント 水曜日 23時00分〜23時30分
- 「おもいッきりDON!」#22（日本テレビ 2009年7月15日）
- 「音楽ば〜か」#22（テレビ東京 2009年12月12日）
- 「ごごたま」（テレビ埼玉）
- 「お願い！ランキング」#22（テレビ朝日 2010年5月）ベストカップUSA(Eカップ代表)
- 「マルさまぁ〜ず」#22（TBS 2010年9月1日）
- 「爆笑ものまねウォーズ」（TBS 2011年3月出演）
- 「クイズ☆タレント名鑑」（TBS 2011年11月13日　松浦およよとして出演）
- 「まさかのホントバラエティーイカさまタコさま」（TBS 2012年7月11日出演）
- 「愛しのメロンパン」（BS朝日 2012年8月出演）
- 「ものまねグランプリ」（日本テレビ 2012年12月25日）
- 「原口あきまさの今がぱちドキッ!」（TOKYO MX 2013年4月 - ）
- 「神奈月・相川友希の大逆転実況ぱちドキッ!」（テレビ埼玉 2013年4月 - ）
- 「島田秀平のみんなでぱちドキッ!」（テレビ埼玉 2014年9月 - ）
- 「ライオンのごきげんよう」月曜コーナー生ビデオレター（フジテレビ 2014年2月3日）
- 「未来ロケット」（フジテレビ 2015年3月6日深夜出演）
- 「シャキット!」お天気予報　水曜日担当（千葉テレビ放送 2014年4月2日- 2015年3月25日）
- 「ブラマヨとゆかいな仲間たち　アツアツっ！」（テレビ朝日 2015年5月16日深夜出演）
- 「カイモノラボ」（TBS 2015年5月〜出演）
- 「「ぷっ」すま」（テレビ朝日 2015年6月12日　松浦およよとして出演）

### テレビドラマ
- 太陽と海の教室（フジテレビ・2008年）
- 赤い糸（フジテレビ・2008年）

### 映画
- バトルαソクラテス パーティ&party!（2014年6月）
- 腕まくりんぐ（2009年12月）

### ラジオ
- オレたちゴチャ・まぜっ!〜集まれヤンヤン〜（2014年4月19日 - 2015年4月11日、MBSラジオ）
- 「ぐらび屋」（RainbowtownFM ）
- 「ROCKETMAN SHOW!!」（J-WAVE 2008年12月13日出演）
- 「世界はLOVEを求めてる」（Twitter連動インターネットラジオ 2009年11月26日〜COSMETICSひでよとして出演）

### インターネット配信
- あっ!とシンデレラガール(クリス松村MC、上林英代アシスタント) (あっ!とおどろく放送局、2011年4月8日-9月30日)
- 上林英代のアバンギャル道 (あっ!とおどろく放送局、2012年1月6日-12月24日)
- 重盛さと美のAfter School (あっ!とおどろく放送局)
- ひーひゃんの1Kる〜む♡（ネ申チャンネル、2013年7月19日-3月21日）

### 舞台
- Flying Trip第3回公演「空色ドロップ」（2012年1月11日-15日、中野ザ・ポケット）
- Flying Trip第6回公演「落下ガール」（2013年3月7日-11日、シアターサンモール）
- 夏まで待てない！「居酒屋『夢の郷』殺人事件2015夏」制作発表会　脚本・演出：塩崎智晴
- 「居酒屋『夢の郷』殺人事件2015夏」誰も知らない…もう１つの顔…（2015年7月11日-20日）容疑者・近藤勇子 脚本演出：塩崎智晴
- 「居酒屋『夢の郷』2022秋物語」いつかまた逢える ～過去の忘れもの 取りにいきませんか～　　 主演：明智小桜
- 「居酒屋『夢の郷』2022冬物語」いつかまた逢える ～過去の忘れもの 見つかりましたか～ 　　　主演：明智小桜
- 「居酒屋『夢の郷』2023春物語」いつかまた逢える ～明日吹く風のために…～　　　　　　　　  主演：明智小桜

### その他
- ライブチャット「クイーンズパティオ」（2007年11月5日）
- MTV授賞式出演（2008年6月放送）

## DVD
- Smile Jac 〜ひとりじめ〜（2011年2月19日発売・トリコ）